# Francisco Rodrigues (football, 1925)
Pour les articles homonymes, voir Francisco Rodrigues (homonymie) et Rodrigues (homonymie).
Francisco Rodrigues, dit Rodrigues Tatu (né le 27 juin 1925 à São Paulo au Brésil et mort le 30 octobre 1988 dans la même ville), est un joueur de football brésilien.